# たけふ菊人形

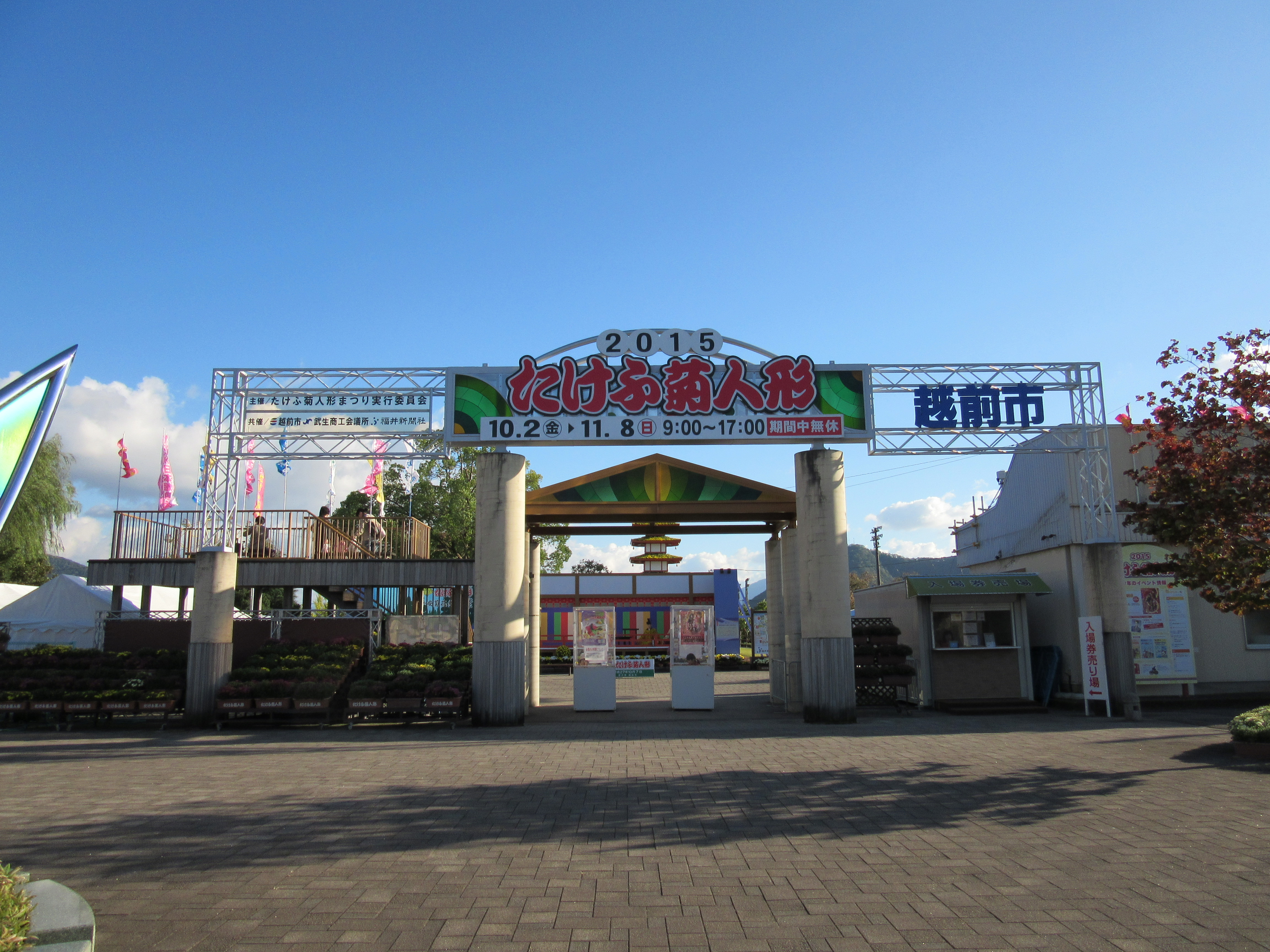
武生中央公園。2015年度たけふ菊人形開催時。

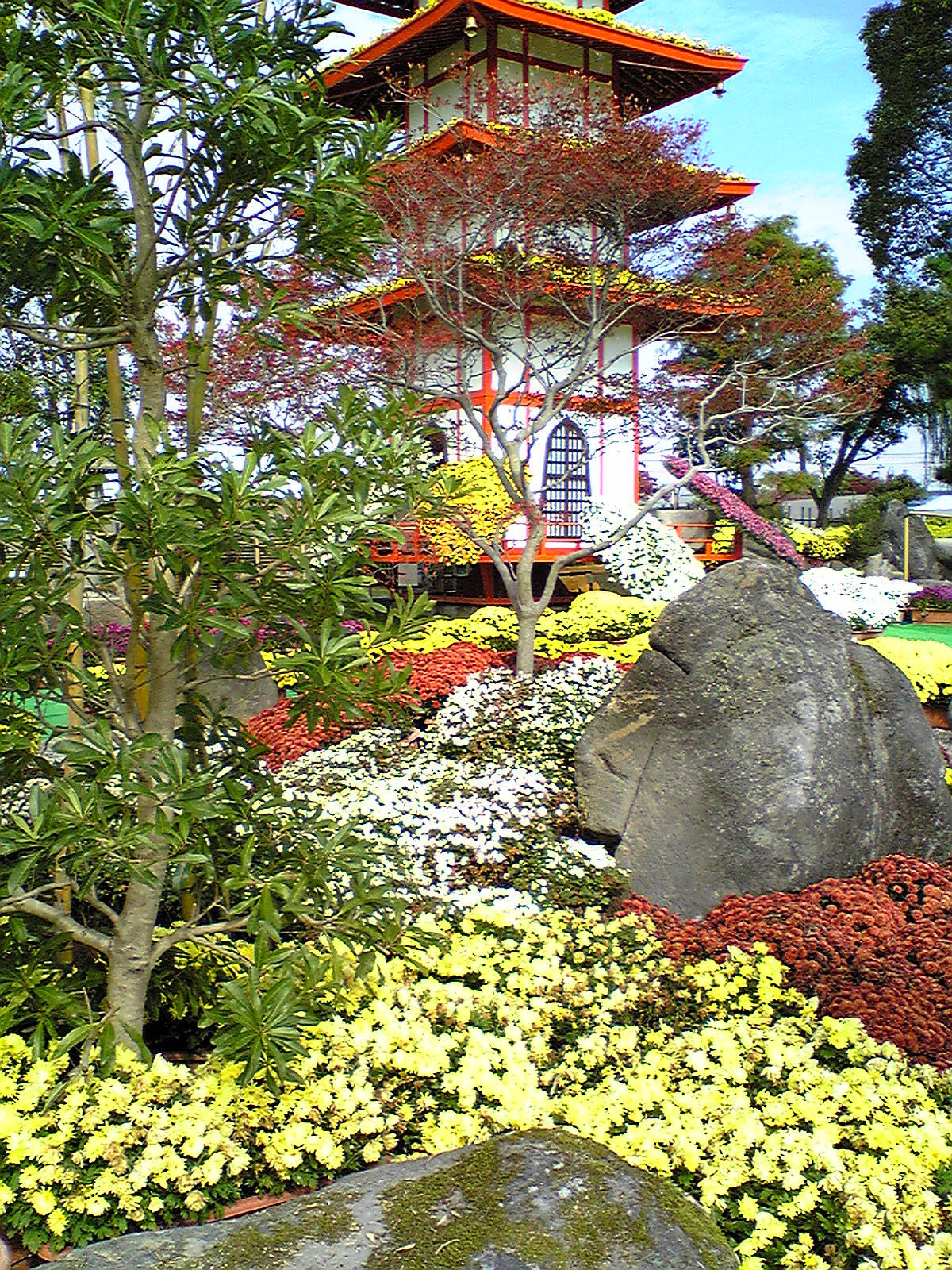
たけふ菊人形祭

たけふ菊人形（たけふきくにんぎょう）は、毎年10月上旬から11月上旬にかけて福井県越前市の武生中央公園で行われる菊人形である。日本三大菊人形のひとつに数えられる。菊人形の展示のほかに、愛好家による菊花展示、OSK日本歌劇団によるレビュー、その他各種イベントが行われる。

## 歴史
江戸時代のころから、越前の武⽣は寺社で菊の品評会が⾏われるほど菊作りが盛んな土地柄で、愛好家も多かった。1949年（昭和24年）の全国市議会議で、武生市議会の副議長が、古くから菊人形で有名な枚方市の議長と菊⼈形の話題で盛り上がったことが発端となり、終戦後の町の活性化を考えていた当時の武生市⻑の方針と合致し、菊花愛好家の各団体の協⼒もあり、菊花と菊⼈形の展覧会が始まった。
年表
- 1952年（昭和27年） - 武生市、武生商工会議所主催による第1回「たけふ菊人形」開催（10月10日 - 11月15日）。
- 1961年（昭和36年） - 大劇場（現在の越前市⽂化センター中ホール）の完成。
- 1969年（昭和44年） - 大河ドラマをテーマとした菊⼈形展⽰を開始。
- 1976年（昭和51年） - 遊具の設置：モノレール。
- 1978年（昭和53年） - 遊具の設置：大観覧車。
- 1980年（昭和55年） - 大劇場にてOSK日本歌劇団によるレビュー初上演。
- 1981年（昭和56年） - 第30回記念で菊人形マスコットキャラクター、菊ちゃんと竹ちゃん登場。
- 1986年（昭和61年） - 菊人形マスコットキャラクター、二代目菊ちゃんと竹ちゃん登場。遊具の設置：バイキング。
- 1991年（平成3年） - 「全日本菊花大会」発足。
- 1995年（平成7年） - 菊人形マスコットキャラクター、三代目菊ちゃんと竹ちゃん登場。
- 2002年（平成14年） - たけふ菊人形入場者数600万人突破。
- 2003年（平成15年） - 「たけふ菊人形まつり実行委員会」発足。
- 2011年（平成23年） - 噴水広場に動物のトピアリーが登場。
- 2012年（平成24年） - 新しい菊人形マスコットキャラクター、きくりん登場。
- 2017年（平成29年） - 県内最大級の大型遊具を有する「だるまちゃん広場」整備。
- 2019年（令和元年）-　菊人形を会場内に設置（屋内展示場内の菊人形展示なし)
- 2020年（令和2年）-  新型コロナウイルス感染防止のため規模を縮小して開催(OSK日本歌劇団によるレビューショー、屋内菊人形展示等が中止。菊花五重塔、きくりん市場は設置・開催なし）。
- 2021年（令和3年）- たけふ菊人形開催70周年。新型コロナウイルス感染防止のため去年に引き続き規模を縮小して開催。
- 2022年（令和4年）- 武生中央公園内に複数の新アトラクションが導入・バイキングやメリーゴーラウンド、モノレールがリニューアルされる。

## たけふ菊人形テーマ
| 年   | 回 | 菊人形テーマ                            | 年   | 回 | 菊人形テーマ                                  |
| ---- | -- | --------------------------------------- | ---- | -- | --------------------------------------------- |
| 1952 | 1  | 菊人形見流し 車引きほか                 | 1992 | 41 | 信長                                          |
| 1953 | 2  | 菊人形見流し 加藤清正ほか               | 1993 | 42 | 琉球の風/炎立つ                               |
| 1954 | 3  | 菊人形見流し 醍醐の花見ほか             | 1994 | 43 | 花の乱                                        |
| 1955 | 4  | 菊人形見流し 大坂夏の陣ほか             | 1995 | 44 | 八代将軍吉宗                                  |
| 1956 | 5  | 菊人形見流し 連獅子ほか                 | 1996 | 45 | 秀吉                                          |
| 1957 | 6  | 菊人形見流し 太平楽ほか                 | 1997 | 46 | 毛利元就                                      |
| 1958 | 7  | 菊人形見流し 金太郎ほか                 | 1998 | 47 | 徳川慶喜                                      |
| 1959 | 8  | 古今名作絵巻                            | 1999 | 48 | 元禄繚乱                                      |
| 1960 | 9  | 大江山酒呑童子                          | 2000 | 49 | 葵 徳川三代                                   |
| 1961 | 10 | 菊人形名作集                            | 2001 | 50 | 北条時宗                                      |
| 1962 | 11 | 歴史名場面集                            | 2002 | 51 | 利家とまつ                                    |
| 1963 | 12 | お国自慢シリーズ                        | 2003 | 52 | 小次郎と武蔵                                  |
| 1964 | 13 | 日本芸能祭                              | 2004 | 53 | 夢があった。青春があった。新選組伝説          |
| 1965 | 14 | 戦国の三大武将                          | 2005 | 54 | みじかくも美しく…義経と弁慶                   |
| 1966 | 15 | 菊人形名作場面集                        | 2006 | 55 | 千代と一豊                                    |
| 1967 | 16 | 歌舞伎豪華名場面集                      | 2007 | 56 | 菊絵巻 風林火山                               |
| 1968 | 17 | 日本昔話名場面集                        | 2008 | 57 | 源氏物語 紫式部を育んだ越前・たけふ           |
| 1969 | 18 | 天と地と（以降、NHK大河ドラマのテーマ） | 2009 | 58 | 天地人・越前                                  |
| 1970 | 19 | 太閤記                                  | 2010 | 59 | 龍馬と越前                                    |
| 1971 | 20 | 春の坂道                                | 2011 | 60 | 江姫と戦国の女たち                            |
| 1972 | 21 | 新平家物語                              | 2012 | 61 | 平成に平安を想う 清盛と越前                   |
| 1973 | 22 | 国盗り物語                              | 2013 | 62 | ハンサムウーマン 新島八重                     |
| 1974 | 23 | 新八犬伝                                | 2014 | 63 | 戦国の天才軍師 黒田官兵衛                     |
| 1975 | 24 | 元禄太平記                              | 2015 | 64 | 平安菊花絵巻 紫式部                           |
| 1976 | 25 | 風と雲と虹と                            | 2016 | 65 | 菊花繚乱 偉人たちの歴史絵巻                   |
| 1977 | 26 | 花神                                    | 2017 | 66 | 菊花絵巻 井伊直虎                             |
| 1978 | 27 | 黄金の日日                              | 2018 | 67 | 西郷隆盛と幕末明治菊花伝                      |
| 1979 | 28 | 草燃える                                | 2019 | 68 | 花ひらく 童話の世界 ～Story of the Princess～ |
| 1980 | 29 | 獅子の時代                              | 2020 | 69 | fantasticpark ～魔法の世界～                  |
| 1981 | 30 | おんな太閤記                            | 2021 | 70 | 時を超え 花ひらく冒険記                       |
| 1982 | 31 | 峠の群像                                | 2022 | 71 | おとぎ話のどうぶつたち Animals of the Story   |
| 1983 | 32 | 徳川家康                                | 2023 | 72 | こころ花やぐ 越前たけふ絵本旅                 |
| 1984 | 33 | 宮本武蔵                                | 2024 | 73 |                                               |
| 1985 | 34 | 真田太平記                              | 2025 | 74 |                                               |
| 1986 | 35 | 武蔵坊弁慶                              | 2026 | 75 |                                               |
| 1987 | 36 | 独眼竜政宗                              | 2027 | 76 |                                               |
| 1988 | 37 | 武田信玄                                | 2028 | 77 |                                               |
| 1989 | 38 | 春日局                                  | 2029 | 78 |                                               |
| 1990 | 39 | 翔ぶが如く                              | 2030 | 79 |                                               |
| 1991 | 40 | 太平記                                  | 2031 | 80 |                                               |

## ギャラリー

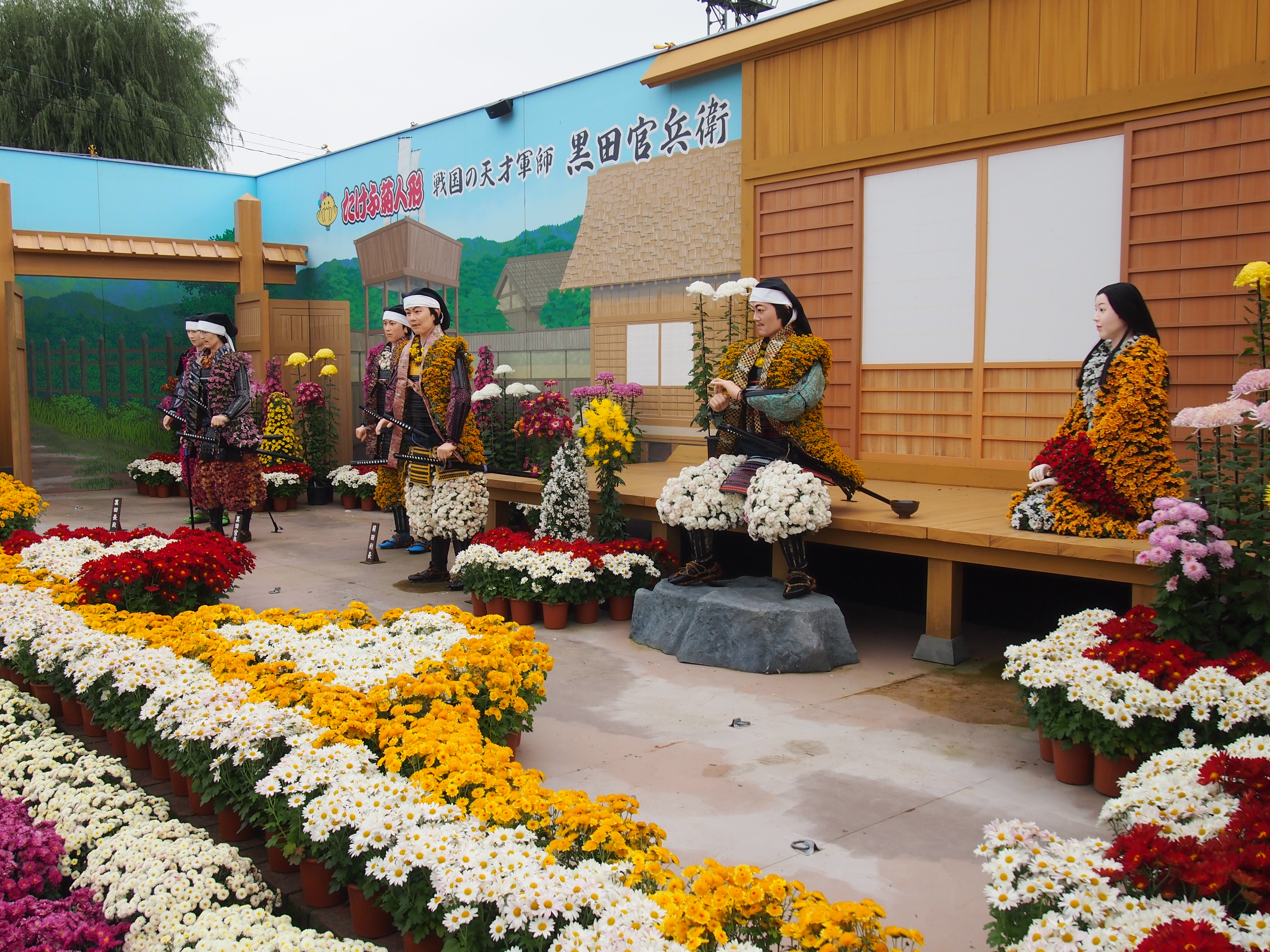
2014年菊人形(1)
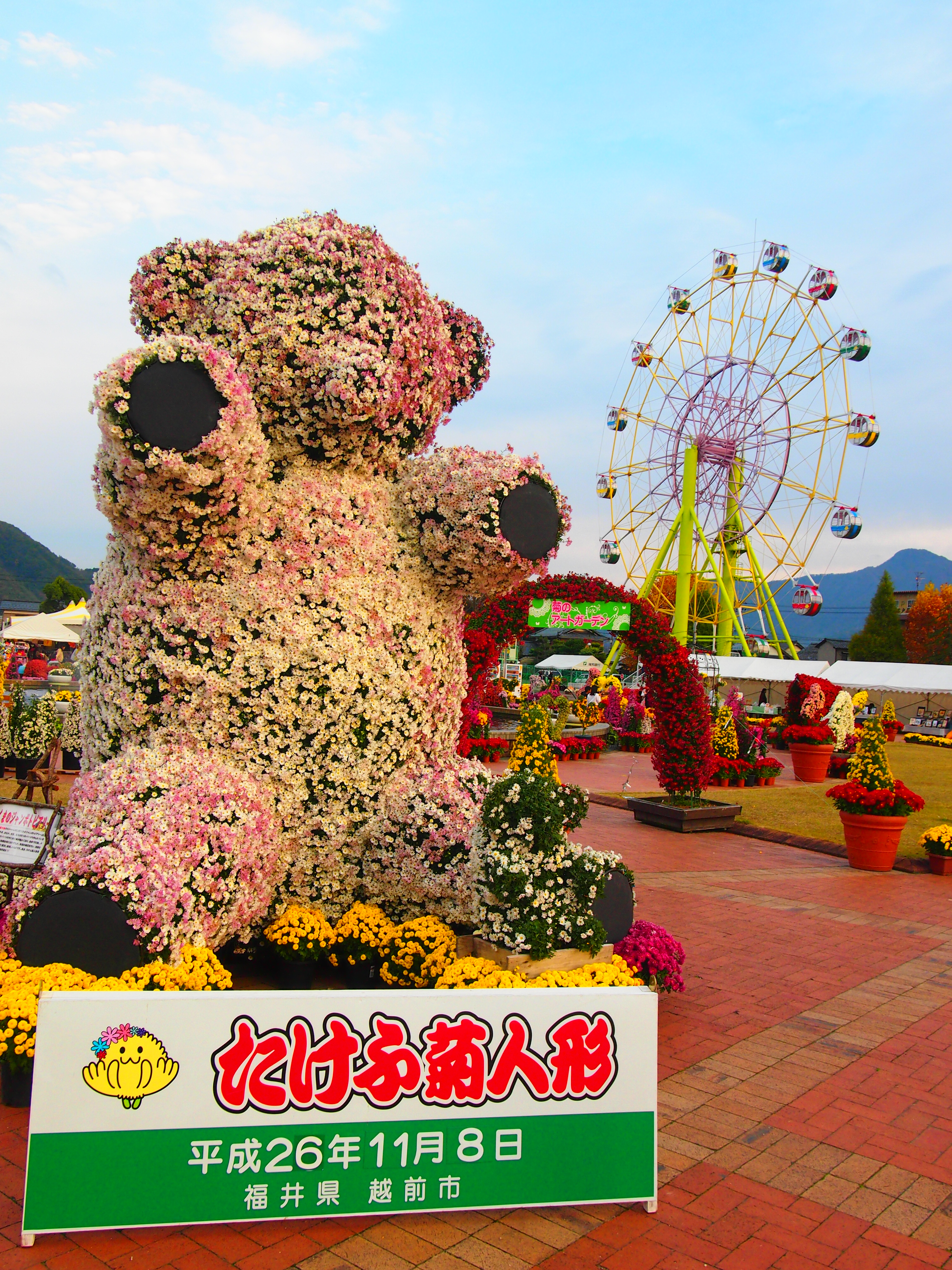
2014年菊人形(2)
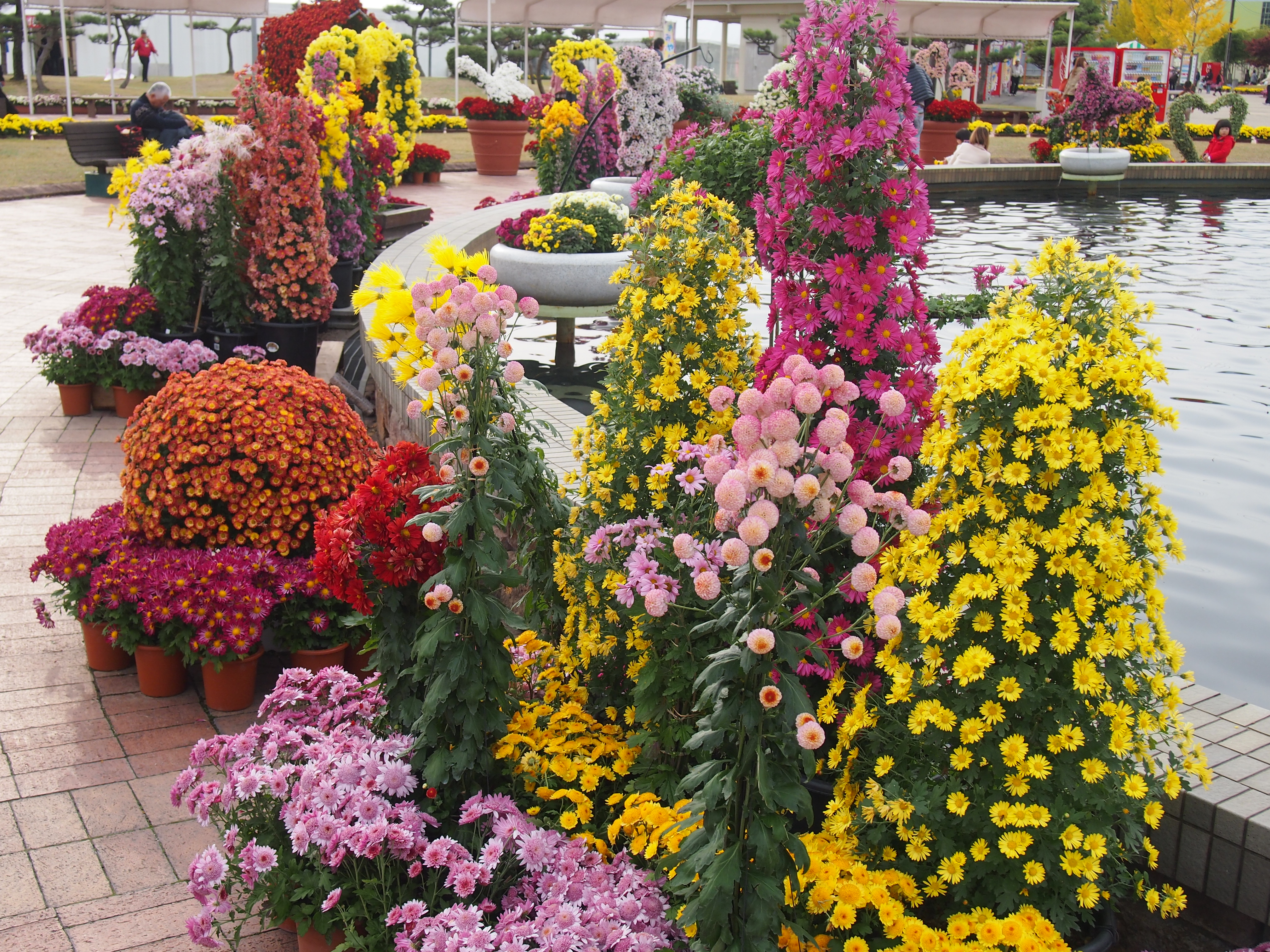
2014年菊人形(3)
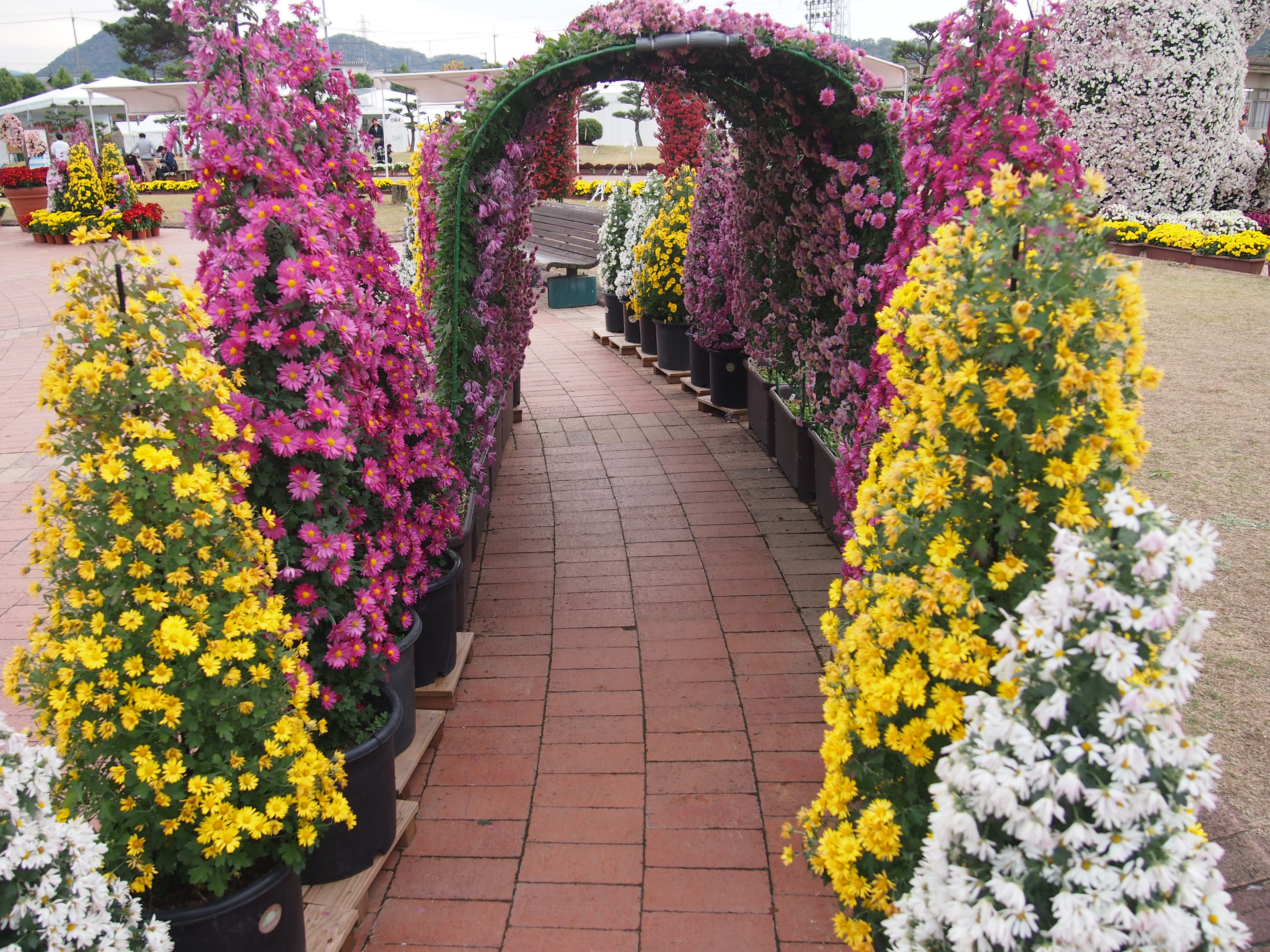
2014年菊人形(4)
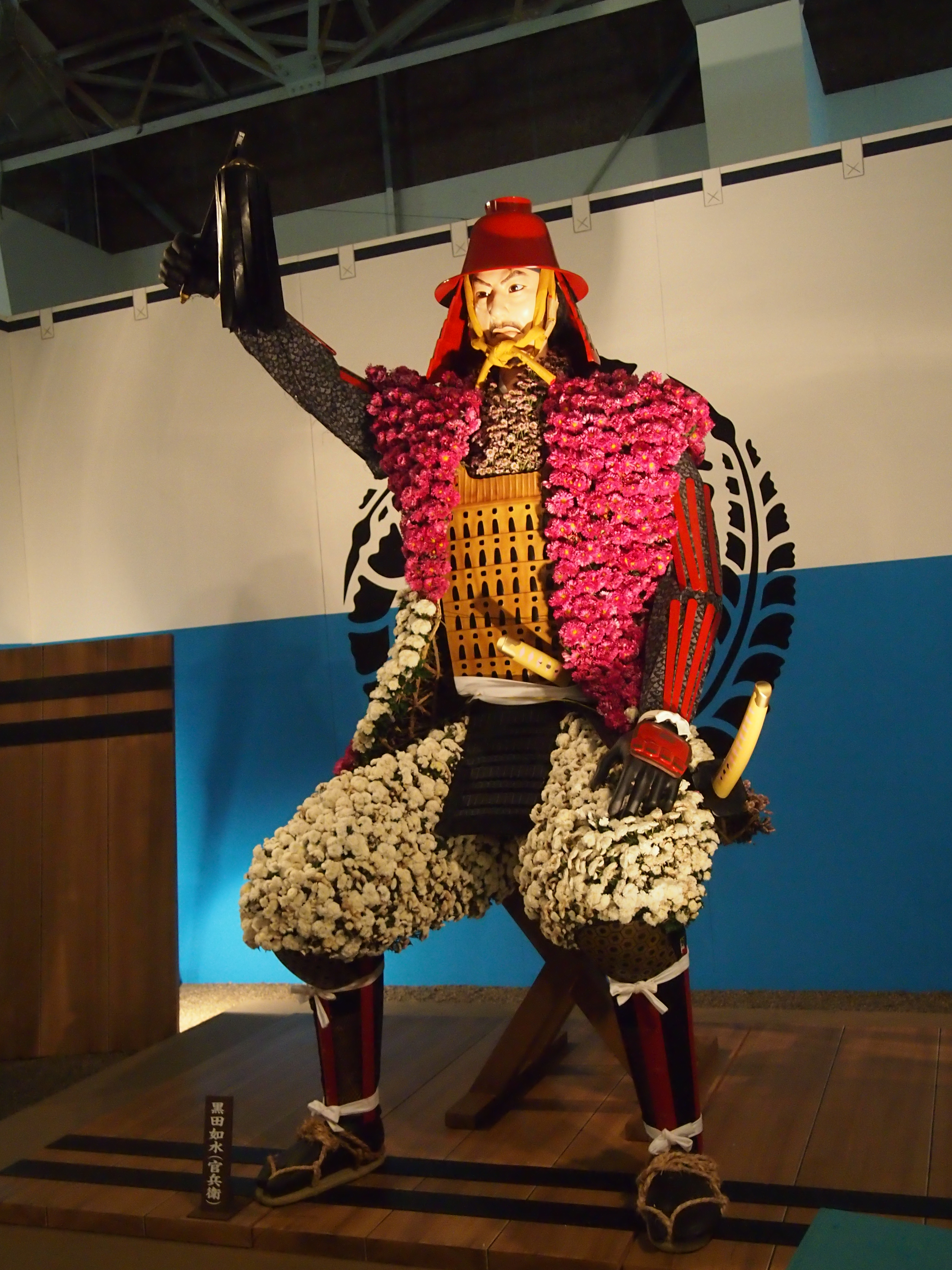
2014年菊人形(5)

## 協賛
| 新聞・放送局協賛 | 新聞・放送局協賛   | 新聞・放送局協賛   | 新聞・放送局協賛     |
| ---------------- | ------------------ | ------------------ | -------------------- |
| 福井新聞社       | 丹南ケーブルテレビ | 北日本放送         | びわ湖放送           |
| 日刊県民福井     | テレビ金沢         | チューリップテレビ | 福井街角放送         |
| 福井放送         | 北陸朝日放送       | 富山テレビ         | 福井ケーブルテレビ   |
| 福井テレビ       | 北陸放送           | 岐阜放送           | さかいケーブルテレビ |
| 福井エフエム放送 | 石川テレビ         | KBS京都            |                      |

| 各社協賛                           | 各社協賛                          | 各社協賛             | 各社協賛                    |
| ---------------------------------- | --------------------------------- | -------------------- | --------------------------- |
| アイシン福井                       | JR西日本                          | 日華化学             | 仏壇の山下屋                |
| アイビックス                       | JA越前たけふ・コープ武生          | 日産プリンス福井販売 | プリンスホテルタケフ        |
| 秋吉                               | 重松産業                          | 日信化学工業         | ベルテクス                  |
| アスピカグループ                   | シピィ                            | ネッツトヨタ福井     | BOAT RACE三国               |
| アル・プラザ武生                   | 仁愛大学                          | ハーツたけふ         | ホームセンターみつわ 武生店 |
| 井上リボン工業                     | スズキアリーナ武生                | ハニー               | 北陸銀行                    |
| ウエキグミ                         | 関組                              | バロー               | 北陸コカ・コーラボトリング  |
| 越前エネライン                     | ダイエイ                          | 100満ボルト 越前店   | 北陸電気保安協会            |
| 越前めがねの里・オプチカルイイジマ | タイヤセールスグループ            | 福井銀行             | 北陸電力                    |
| オーイング                         | 武生商工会議所                    | 福井車輌輸送         | 北陸マツダ 武生店           |
| オートランドウエジマ               | 武生製麺・越前そばの里            | 福井信用金庫         | 北陸リトレッド              |
| 小野谷機工・ONODANIグループ        | 武生楽市                          | 福井鉄道             | 北陸労働金庫                |
| オリオン電機                       | 田中建設                          | 福井トヨタ自動車     | ホテルクラウンヒルズ武生    |
| 鎌仁商店                           | 東京海上日動 福井支店             | 福井トヨペット       | 丸高コンクリート工業        |
| カラヤグループ                     | ドコモショップ 武生店             | 福井日産自動車       | 三谷商事                    |
| 川端工務店                         | 轟産業                            | 福井三菱自動車販売   | 三谷セキサン                |
| ギャレックス                       | トヨタカローラ福井                | 福井村田製作所       | ミナトヤ運輸                |
| キョーセー                         | トヨタレンタリース福井            | フクビ化学工業       | 山甚産業                    |
| KTPたけふスイミングスクール        | ドン・キホーテ 越前武生インター店 | 福邦銀行             | ろくべえ                    |
| コーシン                           | ナカヤ化学産業                    | ふじや食品           | 和風レストラン 瀧雅         |